# Группа телескопов имени Исаака Ньютона
Группа телескопов Исаака Ньютона (англ. Isaac Newton Group of Telescopes, ING) состоит из трёх оптических телескопов: телескопа Уильяма Гершеля, телескопа Исаака Ньютона и телескопа Якобуса Каптейна, которыми управляет Совет по научно-техническим средствам Великобритании, голландский NWO и испанский Канарский институт астрофизики. Телескопы расположены в обсерватории Роке-де-лос-Мучачос на острове Ла-Пальма на Канарских островах.
Эти телескопы находились под контролем Королевской Гринвичской обсерватории до 1998 года.